# Oren Peli
Oren Peli (em hebraico:אורן פלאי; nascido em 1971) é um diretor, produtor e roteirista israelense mais conhecido por criar a franquia de filmes Atividade Paranormal.

## Biografia
Peli nasceu em Israel. Com 19 anos, ele se mudou para os Estados Unidos.